# 市原佐都子
市原 佐都子（いちはら さとこ、1988年9月27日 - ）は、日本の演出家、脚本家、劇作家、小説家、俳優、城崎国際アートセンター芸術監督
。大阪府生まれ、福岡県北九州市出身。劇団「Q」代表。

## 来歴
3歳からクラシックバレエを習う。当初は舞台女優志望で、AO入試でバレエの授業がある東筑紫学園高等学校に入学。北九州芸術劇場の演劇ワークショップなどに参加した。
その後上京し、桜美林大学文学部総合文化学群に入学。卒業研究のために劇団を立ち上げ、卒業後に「Q」を始める。2011年に「虫」で第11回AAF戯曲賞優秀賞受賞。2017年に「毛美子不毛話」で第61回岸田國士戯曲賞候補。2020年に「バッコスの信女-ホルスタインの雌」で第64回岸田國士戯曲賞受賞。
人間の行動や身体にまつわる生理を題材とした劇作を行う

## 主な作品

### 舞台
- 2011年：「虫」
- 2013年：フェスティバル/トーキョー公募プログラム選出「いのちのちQⅡ」[9][10]
- 2016年：「毛美子不毛話」
- 2017年：韓国香港日本共同制作「私とセーラームーンの地下鉄旅行」
- 2019年：あいちトリエンナーレ2019パフォーミングアーツプログラム招聘「バッコスの信女-ホルスタインの雌」[11]
- 2021年︰ノイマルクト劇場（チューリヒ）と共同制作「Madama Butterfly」[12]
- 2024 - 2025年 :「キティ」

### 著書
- 『マミトの天使』（早川書房、2019年6月）（「虫」「マミトの天使」「地底妖精」）−– 小説集[13]
- 『バッコスの信女―ホルスタインの雌』（白水社、2020年4月）–– 戯曲集[14]